# 김동일 (군인)
김동일(? ~ )은 조선민주주의인민공화국의 군인 겸 정치인이다. 조선로동당 중앙위원회 후보위원이다. 최고인민회의 제12기 대의원이다.

## 경력
조선인민군 소장이며, 2010년 9월 조선로동당 중앙위원회 후보위원으로 선출되었다.

## 최고인민회의 대의원
2003년 8월 최고인민회의 제11기 대의원을 역임한 이후, 2010년 9월 이후 제12기 대의원으로 있다.

## 기타
2011년 김정일 사망 당시에 국가 장의위원회 위원을 맡았다.